# 디스프로슘

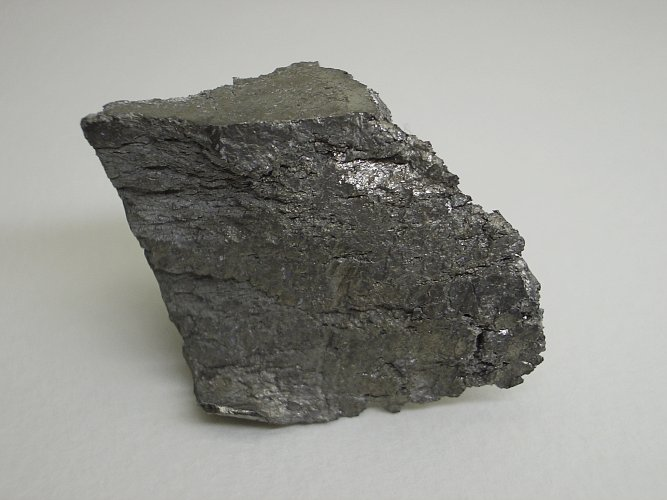

디스프로슘(←영어: Dysprosium 다이스프로지엄[*], 문화어: 디스프로시움←독일어: Dysprosium 뒤스프로지움[*])은 화학 원소로 기호는 Dy(←라틴어: Dysprosium 뒤스프로시움[*]), 원자 번호는 66이다. 희토류 원소 중 자성이 강한 원소이다. 또한 구하기 힘든 희토류이다.
디스프로슘은 1886년 폴 에밀 르코크 드 부아보드랑(Paul Émile Lecoq de Boisbaudran)에 의해 처음 확인되었으나 1950년대 이온 교환 기술이 개발될 때까지 순수한 형태로 분리되지 않았다. 디스프로슘은 다른 화학 원소로 대체할 수 없는 응용 분야가 상대적으로 적다. 이는 원자로의 제어봉 제조 시 높은 열 중성자 흡수 단면적, 데이터 저장 응용 분야의 높은 자기 민감성(χv ≒ 5.44×10−3) 및 Terfenol-D(자기 변형 재료)의 구성 요소로 사용된다. 수용성 디스프로슘염은 독성이 약간 있는 반면, 불용성 염은 독성이 없는 것으로 간주된다.

## 같이 보기
- 육세나이트